# ミカル

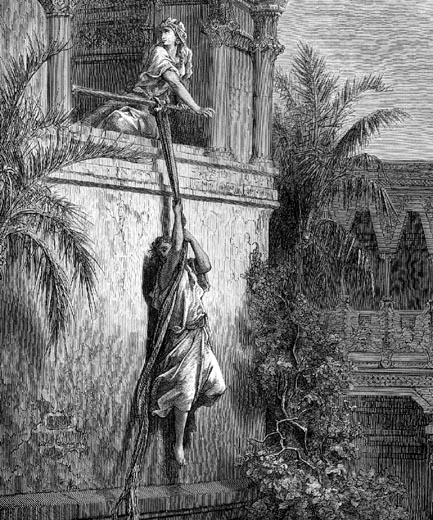
ダビデを逃がすミカル（ギュスターブ・ドレ画）。

ミカル（ヘブライ語: מיכל、ラテン文字表記：Michal）は、古代イスラエル王国の初代の王サウルの次女で、ダビデ王の妻である。
サウルは長女メラブをダビデに与えるという約束を果たさず、ミカルの方をダビデと結婚させようとしたが、その上さらに条件を付けた。ペリシテ人との戦争の中で、ペリシテ人の死体から陽の皮(陰茎包皮)100枚を獲得するというものであったが、これはダビデを戦死させて抹殺する策略であった。
戦争でペリシテ人の陽の皮100枚の獲得を果たして、ダビデはミカルを妻にした。しかし、サウルはダビデを刺客によって抹殺しようとした。ミカルは機転を利かした行動で、サウルが放った刺客からダビデを逃れさせた。しかし、ダビデが逃亡している間に、サウルはパルティエルにミカルを嫁がせた。
サウル王の死後、アブネルがダビデと取引をしようとしたとき、ダビデはイシュ・ボシェトにミカルを返すことを要求し実行させた。
サウル王の戦死によってペリシテ人に奪われていた主の箱がエルサレムに運び込まれたとき、ダビデは力の限り喜び踊った。それを見たミカルはダビデを軽蔑した。それゆえに、ミカルには死ぬまで子供が授からなかった。